# Gamba groga grossa
La gamba groga grossa (Tringa melanoleuca) és una espècie d'ocell de la família dels escolopàcids (Scolopacidae) que en estiu habita la tundra des del sud d'Alaska, cap a l'est, a través del centre del Canadà fins Labrador i Terranova i en hivern zones humides des del sud de Nord-amèrica i el Carib, fins al sud de Sud-amèrica.